# Оксихлорид железа
Оксихлорид железа — неорганическое соединение, 
оксосоль железа и соляной кислоты с формулой FeOCl,
коричневые кристаллы,
не растворяется в воде.

## Получение
- Нагревание смеси кристаллогидрата хлорида железа(III) и безводной соли:

{\displaystyle {\mathsf {FeCl_{3}\cdot 6H_{2}O+5FeCl_{3}\ {\xrightarrow {250^{o}C}}\ 6FeOCl+12HCl\uparrow }}}
- Гидролиз хлорида железа(III) при кипении раствора. Является стабилизатором образующегося при этом золя гидроксида железа(III) в воде.

## Физические свойства
Оксихлорид железа образует коричневые кристаллы
ромбической сингонии,
пространственная группа P mmn,
параметры ячейки a = 0,375 нм, b = 0,33 нм, c = 0,765 нм.
При давлении 15 ГПа происходит фазовый переход в моноклинную фазу с пространственной группой B 21/m.
При температуре 92 К происходит фазовый переход в антиферромагнитную фазу.
Не растворяется в воде.

## Химические свойства
- Разлагается при нагревании:

{\displaystyle {\mathsf {3FeOCl\ {\xrightarrow {>300^{o}C}}\ Fe_{2}O_{3}+FeCl_{3}}}}